# هالوتيل
شركة فيتيل تنزانيا بابليك ليميتد (بالإنجليزية: Viettel Tanzania Public Limited)‏، التي يتم تداولها باسم هالوتيل (بالإنجليزية: Halotel)‏، هي شركة اتصالات متنقلة، تقدم خدمات الصوت والرسائل والبيانات والاتصالات في تنزانيا. وهي مملوكة لشركة فيتيل وهي شركة استثمار مملوكة للدولة من فيتنام تستثمر في سوق الاتصالات في العديد من البلدان حول العالم. وقد استثمرت ما يصل إلى 1 مليار دولار في سوق الاتصالات السلكية واللاسلكية في تنزانيا. كانت الشركة أول شركة في تنزانيا يسمح لها بوضع كابل الألياف البصرية الخاص بها ووضعت أكثر من 18000 كيلومتر من الألياف البصرية، مما يوفر لجميع مناطق تنزانيا البالغ عددها 26 منطقة خدمات الاتصالات.

## التاريخ
تعد هالوتيل رابع استثمار لشركة فيتيل في إفريقيا بعد "موفيتيل" و"لوميتل" و"نكستل" في موزمبيق وبوروندي والكاميرون على التوالي. بدأت فيتيل الاستثمار في البلاد في عام 2011 وخططت لاستثمار 736 مليون دولار بعد أن قام الرئيس آنذاك جاكايا كيكويتي بزيارة دولة إلى فيتنام. كان هدف الحكومة هو تشجيع الاتصال المحمول الريفي في البلاد حيث رأت الحكومة أنه من المناسب زيادة المنافسة من خلال السماح لشركة فيتيل بالعمل في البلاد.
كما شهد دخول فيتيل مزيدا من التحرير لقطاع الاتصالات، حيث سمحت الحكومة للشركات الخاصة بوضع كابلات الألياف البصرية الخاصة بها. وكانت الشركة قد وعدت بربط العديد من المؤسسات العامة في جميع أنحاء البلاد بشبكة الألياف البصرية وربط أكثر من 1500 قرية بشبكة الاتصالات التي لم تكن مخدومة من قبل. حاولت الشركة أيضا الدخول في شراكة مع شركة الطاقة المملوكة للدولة تنزانيا للإمداد الكهربائي المحدودة (TANESCO) لاستخدام أعمدة الطاقة في TANESCO لتكون بمثابة هوائيات، ولكن بسبب ارتفاع التكاليف تم التخلي عن الخطة.
نجحت الشركة في الحصول على تراخيص لتشغيل خدمات الأموال المتنقلة HALOPESA لمساعدتها على التنافس مع المشغلين الراسخين في تنزانيا.

## التغطية
تغطي هالوتيل حاليا جميع مناطق تنزانيا بشبكتها 2G و3G عبر أطياف التردد 900 ميجاهرتز و1800 ميجاهرتز و 2100 ميجاهرتز وهي قيد النشر المستمر لأبراج ومواقع الاتصالات لتغطية جميع المناطق بشبكة 4G الخاصة بها. لتحسين تغطية وسعة 4G، حصلت هالوتيل على طيف تردد إضافي 2600 ميجاهرتز كما تم بيعه بالمزاد العلني من قبل هيئة تنظيم الاتصالات التنزانية في أكتوبر 2022.

## الاشتراك والحصة السوقية
اعتبارًا من مارس 2023، تفتخر هالوتيل بإجمالي 8،146،036 مشتركًا من أصل 61.9 مليون مشترك في خدمات الاتصالات المتنقلة في تنزانيا والتي تمثل حصة سوقية تبلغ 13٪. تتباهى هالوتيل من خلال خدمة HaloPesa للأموال عبر الهاتف المحمول، بما يصل إلى 3،821،098 مشتركًا مع إمكانية الوصول إلى الخدمة في الدولة، أي ما مجموعه 9٪ من حصة السوق في مجال الخدمات المالية عبر الهاتف المحمول.

## مجموعة فيتيل

خريطة توضح البلدان التي تتواجد فيها مجموعة فيتيل.

مجموعة فيتيل هي مجموعة اتصالات مقرها فيتنام. وهي مؤسسة مملوكة للدولة تملكها وتشغلها بالكامل وزارة الدفاع في فيتنام. تمتلك الشركة قاعدة عملاء تزيد عن 75 مليون عميل اعتبارا من عام 2014 وحققت إيرادات تزيد عن 8 مليارات دولار. اعتبارا من ديسمبر 2015، أصبح للمجموعة شركات تابعة في:
| أفريقيا   | أفريقيا | الأمريكتان | الأمريكتان | آسيا          | آسيا          |
| --------- | ------- | ---------- | ---------- | ------------- | ------------- |
| بوروندي   | Lumitel | هايتي      | Natcom     | كمبوديا       | Metfone       |
| الكاميرون | Nexttel | بيرو       | Bitel      | لاوس          | Unitel        |
| موزمبيق   | Movitel |            |            | تيمور الشرقية | Telemor       |
| تنزانيا   | Halotel |            |            | ميانمار       | Viettel Mytel |
|           |         |            |            | فيتنام        | فيتيل         |